# Danny Green (bokser)
Daniel Thomas Green (ur. 9 marca 1973 w Perth) – australijski bokser, aktualny mistrz świata organizacji IBO w wadze cruiser oraz były mistrz świata organizacji WBA w kategorii półciężkiej (do 175 funtów).

## Kariera amatorska
Green zaczął boksować w wieku 18 lat. W 1998 reprezentował Australię na Igrzyskach Wspólnoty Narodów. Dwa lata później wystąpił na Olimpiadzie w Sydney, odpadł jednak z rywalizacji już w drugiej rundzie, po przegranej z późniejszym złotym medalistą Aleksandrem Lebziakiem.

## Kariera zawodowa
Na zawodowstwo przeszedł w 2001. 16 sierpnia 2003, w swojej siedemnastej walce, zmierzył się z Markusem Beyerem w walce o tytuł mistrza świata organizacji WBC w kategorii super średniej. Niemiec leżał na deskach w już w pierwszej i drugiej rundzie, dodatkowo doznał dużego rozcięcia głowy, jednak w piątej rundzie Green został zdyskwalifikowany za uderzenie głową rywala. Wielu komentatorów uznało to rozstrzygnięcie za niesprawiedliwe.
Green wygrał trzy następne pojedynki (m.in. z byłym mistrzem świata WBC, Erikiem Lucasem), a następnie 12 marca 2005 spotkał się w walce rewanżowej z Beyerem, który był wciąż mistrzem świata WBC. Ponownie wygrał Niemiec, tym razem niejednogłośną decyzją sędziów na punkty, mimo iż był liczony w ostatniej, dwunastej rundzie.
17 maja 2006 zmierzył się ze swoim rodakiem Anthonym Mundine'em w walce eliminacyjnej WBA w kategorii super średniej. Pojedynek wygrał na punkty Mundine. Po tej walce Green zmienił kategorię wagową na wyższą. Wygrał trzy kolejne pojedynki, po czym 16 grudnia 2007 pokonał Stipe Drewsa i został mistrzem świata WBA w kategorii półciężkiej.
25 marca 2008 Danny Green ogłosił, że kończy zawodową karierę i zrzekł się tytułu mistrza świata organizacji WBA. Jednak 26 kwietnia 2009 roku powrócił na ring nokautując, już w drugiej rundzie, Anthony'ego van Niekerka. Green ogłosił, że powrócił do boksowania, aby zmierzyć się w walce rewanżowej z Anthonym Mundine'em. Niecałe cztery miesiące później pokonał przez techniczny nokaut w piątej rundzie Julio Cesara Domingueza.
2 grudnia 2009 niespodziewanie już w pierwszej rundzie znokautował Roya Jonesa Jr. Walka trwała zaledwie dwie minuty i dwie sekundy. W kwietniu 2010 znokautował w trzeciej rundzie Manny'ego Siacę. 21 lipca 2010 w kontrowersyjnych okolicznościach pokonał przez nokaut w pierwszej rundzie powracającego po trzyletniej przerwie spowodowanej między innymi problemami neurologicznymi Paula Briggsa po zaledwie 29 sekundach walki. Po lewym prostym Greena który wydawało się niegroźnie trafił w czubek głowy Briggs zrobił kilka niepewnych kroków po których upadł. Po walce został odwieziony z hotelu do szpitala. W kolejnej obronie pasa IBO 17 listopada 2010 wypunktował na dystansie dwunastu rund niepokonanego wcześniej BJ Floresa. 20 lipca 2011 poniósł czwartą porażkę w karierze gdy został poddany przez swój narożnik w dziewiątej rundzie ulegając Antoniowi Tarverowi oraz tracąc pas IBO. 
30 listopada 2011 przegrał przez TKO w 11 rundzie z Krzysztofem Włodarczykiem w walce o mistrzostwo świata WBC. Walka odbyła się w Perth. Green wygrywał na punkty u wszystkich sędziów, jednak w 11 rundzie Włodarczyk znokautował zmęczonego Greena. Po walce Green ogłosił zakończenie kariery.